# Międzynarodowy Komitet Szachistów Niesłyszących
Międzynarodowy Komitet Szachistów Niesłyszących (ang. International Comittee of Silent Chess, ICSC) – międzynarodowa organizacja powstała w 1949 w Kopenhadze, mająca na celu popularyzację gry w szachy wśród niesłyszących oraz organizowanie szachowych imprez międzynarodowych.
W skład ICSC wchodzi 33 krajów (w tym Polska).
ICSC została uznana przez Międzynarodową Federację Szachową oraz przez Międzynarodowy Komitet Olimpijski.
ICSC organizuje takie turnieje jak:
- Olimpiady Szachowe Niesłyszących
- Mistrzostwa Świata Niesłyszących
- Drużynowe Mistrzostwa Świata Niesłyszących
- Klubowe Mistrzostwa Europy Niesłyszących
- Klubowe Mistrzostwa Azji Niesłyszących[3]

Międzynarodowe drużyny niesłyszących szachistów zostały dopuszczone, na prawach państwa, do rozgrywek olimpijskich mężczyzn i kobiet.
ICSC publikuje własną listę rankingową oraz co cztery miesiące wydaje własny magazyn „Mitteilungsblatt”.
Prezydentem ICSC jest Michele Visco.